# Telmatoscopus tristis
Telmatoscopus tristis és una espècie d'insecte dípter pertanyent a la família dels psicòdids que es troba a Europa (Còrsega, Irlanda, Anglaterra -Essex-, Àustria, Alemanya -Baviera-, etc.) i l'Àfrica del Nord (Algèria).